# Stranglehold
Stranglehold är ett shoot 'em-up-spel producerat av Midway och släppt år 2007. Spelet är uppföljaren till filmen Hard Boiled vars regissör John Woo även producerat spelet. Huvudpersonen i spelet, inspektör Tequila Yuen, spelas av skådespelaren Chow Yun-fat och det är Yun-fats och Woos första samarbete sedan filmen Hard Boiled.